# 孟振平
孟振平（1962年10月—），男，汉族，山西临猗人，中华人民共和国政治人物。现任中国南方电网有限责任公司董事长、党组书记。第十四届全国政协委员。